# Valorianie i dinozaury
Valorianie i dinozaury lub Dino Jeźdzcy (ang. Dino-Riders, 1988) – amerykański serial animowany stworzony przez Paula Kirchnera.
Serial emitowany był po raz pierwszy od 1 października do 31 grudnia 1988 roku. 
W 2001 roku, po przejęciu przez The Walt Disney Company Fox Kids Worldwide, w tym Marvel Productions, prawa do serialu przeszły na Disneya.

## Wersja polska
W Polsce serial nadawany był na kanale TVP3 w 1995 roku pod nazwą Valorianie i dinozaury. Serial został wydany na VHS pod nazwą Dino Jeźdzcy z polskim lektorem, którym był Jerzy Rosołowski.

## Obsada (głosy)
- Rob Paulsen – Faze/Kameelian
- Charles Adler – Hammerhead
- Peter Cullen – Gunnur / Antor / Bomba
- Dan Gilvezan – Questar
- Noelle North – Serena
- Frank Welker – Krulos / Rasp / Glyde
- Jack Angel – Różne głosy
- Cam Clarke – Różne głosy
- Townsend Coleman – Różne głosy
- Joe Colligan – Różne głosy
- Patrick Pinney – Różne głosy
- Ike Eisenmann – Różne głosy

## Spis odcinków
| N/o            | Tytuł angielski                     |
| -------------- | ----------------------------------- |
|                |                                     |
| SERIA PIERWSZA |                                     |
|                |                                     |
| 01             | The Adventure Begins                |
|                |                                     |
| 02             | Revenge of the Rulons               |
|                |                                     |
| 03             | The Rulon Stampede                  |
|                |                                     |
| 04             | The Blue Skies of Earth             |
|                |                                     |
| 05             | Toro, Toro, Torosaurus              |
|                |                                     |
| 06             | T-Rex                               |
|                |                                     |
| 07             | Krulos                              |
|                |                                     |
| 08             | Tagg, You're It!                    |
|                |                                     |
| 09             | Thanksgiving                        |
|                |                                     |
| 10             | To Lose the Path                    |
|                |                                     |
| 11             | Enter the Commandos                 |
|                |                                     |
| 12             | Battle for the Brontosaurus, Part I |
|                |                                     |
| 13             | One to Lead Us, Part II             |
|                |                                     |
| 14             | Ice Age Adventure                   |
|                |                                     |